# Araripina Futebol Clube
O Araripina Futebol Clube, é um clube esportivo brasileiro que tem como modalidade principal o futebol, fundado em 2008 com sede no município de Araripina no interior de Pernambuco. No futebol, é um dos clubes com grande destaque no futebol pernambucano, sendo que, seu principal título de destaque é o Campeonato do Interior em 2011. As cores oficiais do clube, são o azul e o amarelo dourado, tendo o branco como detalhe. Historicamente, o bodão tem como principais rivais o Petrolina e o Salgueiro, onde se tem o Clássico das Torcidas. Recentemente, o Araripina ganhou um possível rival local, o Sport Club Araripina, clube fundado em 21 de julho de 2018 pelo ex-jogador Felipe Araripina que já jogou pelo bode.
Em 2009 com menos de um ano de existência, o Araripina se tornou vice-campeão da Série A2 e conquistou com mérito uma vaga na primeira divisão do campeonato pernambucano. No ano seguinte, o clube fez uma péssima campana em seu primeiro ano na elite. O clube ficou em nono com um aproveitamento de 36% e a quarta pior defesa com. Em 2011, o bodão aprendeu a jogar a primeira divisão e fez sua melhor campanha, já  na primeira fase, termina na oitava colocação com um aproveitamento de 36,36 % de aproveitamento classificando para a decisão do título de Campeão do Interior Pernambucano, onde se sagrou campeão. Já na classificação geral, o Araripina terminaria o campeonato com um aproveitamento de 37,88 % (8 vitorias, 7 empates e 11 derrotas). Já 2012, foi um ano para ser esquecido, a equipe acabou sendo rebaixada com a pior marca de sua história de 26% de aproveitamento na competição, terminando em decimo primeiro e foi rebaixado pela primeira vez desde que foi promovido em 2009.

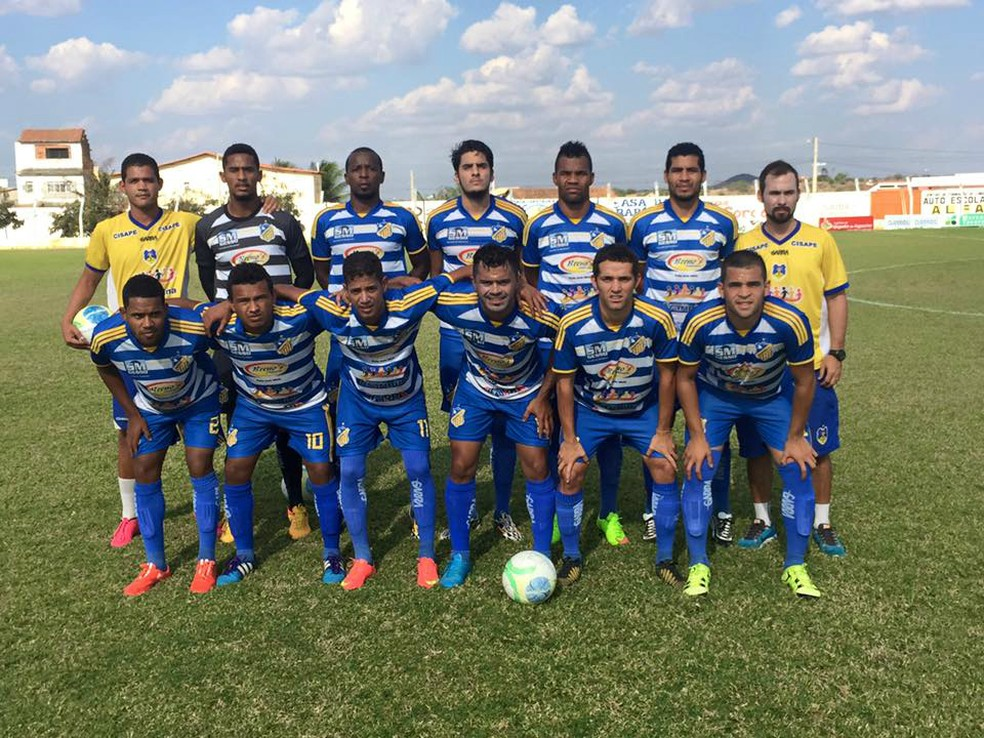
Fotografia do último elenco profissional do Araripina.

Em 2015, foi o ultimo ano do Araripe em competições oficiais. A equipe passou três logos anos amargando a segunda divisão, onde passou a ter problemas financeiros e em 23 de setembro, com derrota de 0 a 1 contra o Afogados da Ingazeira, o clube disputou sua última competição profissional. Tentou retornar em 2018, mas infelizmente não pode participar devido ao não cumprimento das normas da Federação Pernambucana que o adequaria a participar novamente de uma competição oficial.

## O clube

### Bens e acomodações

#### Sedes
- Sede social: Av. Antônio de Hermógenes, 50; onde se localiza o estádio Gilson Tiburtino de Souza, onde está localizado um complexo esportivo e o modulo estudantil AEDA, (Autarquia Educacional do Araripe).

#### Estádio

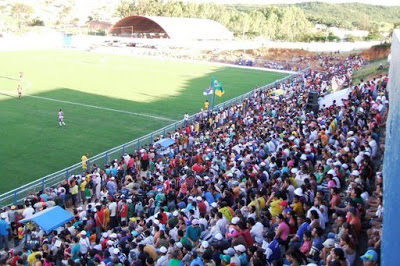
Estádio Chapadão do Araripe, em 2011.

O Estádio Gilson Tiburtino de Souza, também popularmente conhecido como Chapadão do Araripe, é o principal estádio do Araripina em competições oficiais organizadas pela Federação Pernambucana de Futebol, (FPF). O estádio foi construído na década de 80, porém só recebia jogos de equipes amadoras e futebol de várzea, inicialmente atendia apenas por Chapadão. Em 2007, o estádio passou por uma reforma e recebeu primeiro jogo profissional do dia 24 de maio de 2009, o jogo era válido Campeonato Pernambucano da segunda divisão daquele mesmo ano, o Araripina Futebol Clube, clube da cidade que é o mandante do estádio, venceu o Flamengo de Arcoverde por 3×1, o público foi de 2.814 pagantes.
Desde 2009, o Chapadão já recebeu grandes jogos e também os três grandes clubes de Pernambuco e se tornou o caldeirão do Bode de Araripe, dentro do estádio o Araripina já venceu o Santa Cruz e o Sport, além disso, o clube conta com uma torcida apaixonada e que empurra o tempo todo o time, fazendo com que o estádio se torne um alçapão contra os adversários.

## Símbolos

### Escudo

Atual escudo do Araripina.

O escudo do Araripina utilizado desde sua fundação, tem uma característica marcante, o "Bode". Desde 2008 o bode, além de mascote, sempre esteve no centro do escudo, acima do nome do clube. Este esteve presente até meados de 2015, quando o então presidente Ted Eduardo Alencar, anunciou a mudança no escudo com o intuito de moderniza-lo e com isso, mudaria a posição do mascote no escudo. A ideia era deixar o mascote numa posição mais discreta no escudo,.

### Uniformes

#### Jogadores de linha
Temporada 2015
| Primeiro | Segundo |

#### Goleiros
| Primeiro | Segundo |

## Principais títulos
| ESTADUAIS  | ESTADUAIS                           | ESTADUAIS | ESTADUAIS  |
|            | Competição                          | Títulos   | Temporadas |
| ---------- | ----------------------------------- | --------- | ---------- |
| Pernambuco | Campeonato Pernambucano do Interior | 1         | 2011       |

## Estatísticas

### Campanhas de destaque
Campeonato Pernambucano - 1ª divisão
| Ano  | Posição |
| 2010 | 9º      |
| 2011 | 8º      |
| 2012 | 11º     |

Campeonato Pernambucano - 2ª divisão
| Ano  | Posição                    |
| 2009 | (Vice-Campeão e Promovido) |
| 2013 | 4º                         |
| 2014 |                            |
| 2015 | 6º                         |

## Rivalidades
O Araripina mantém rivalidade regional com dois clubes, o Petrolina e o Salgueiro. Os clássicos contra o Petrolina e contra o Salgueiro são recentes, em virtude dos clubes serem novos.
- Clássico das Torcidas
- Derby Sertanejo

## Derby Araripense
Recentemente, o município de Araripina ganhou um novo representante no cenário futebolístico. Fundado em 21 de julho de 2018, pelo ex-jogador Felipe Araripina, que já atuou no bodão do Araripe, o Sport Club Araripina, conhecido como Sport Araripina,  promete fazer jus ao futebol araripense no futebol pernambucano, pra isso a equipe já conta com três patrocínios e já recebeu permissão da federação pra ingressar no retorno da terceira divisão, que conta com a possível participação do Araripina Futebol Clube e o possível confronto entre as duas equipes.

## Torcida
Segundo pesquisas realizadas pelo Instituto Maurício de Nassau, a torcida do Araripina Futebol Clube foi apontada como a quarta maior do estado, com um índice de 0,6% da população. O time sertanejo ficou atrás apenas das três grandes equipes da capital – Santa Cruz, Sport e Náutico. A torcida do Araripina é, portanto, a maior do interior pernambucano.

## Recordes e fatos históricos

### Do clube
- O Araripina participou pela última vez de um campeonato profissional no dia 18 de outubro de 2015 pela última rodada do grupo C da segunda fase do pernambucano série A2. A partida contra o Afogados da Ingazeira terminou com a vitória da equipe de Ingazeira pelo placar de 0 a 1. Desde então a equipe não disputou nenhuma competição profissional.

### De jogadores
- O jogador Pirambu, marcou o último gol do Araripina em competições oficiais. O gol foi marcado aos 40 minutos do 1º tempo e o jogo terminou com a última vitória do bode pelo placar de 3 a 2 contra o Petrolina.[10]